# جون كاسبار كروغ
جون كاسبار كروغ هو سياسي نرويجي، ولد في 27 سبتمبر 1776 في Davik ‏ في النرويج، وتوفي في 18 سبتمبر 1831 في برغن في النرويج.

## مناصب
- انتخب County Governor of Finnmark  [لغات أخرى]‏ (1814 – 1828).
- انتخب نائب عضو برلمان النرويج  [لغات أخرى]‏ عن دائرة  خلال فترته النيابية ‏ (1827 – 1829).
- انتخب نائب عضو برلمان النرويج  [لغات أخرى]‏ عن دائرة  خلال فترته النيابية ‏ (1821 – 1823).
- انتخب عضو برلمان النرويج  [لغات أخرى]‏ عن دائرة  خلال فترته النيابية ‏ (1824 – 1826).